# Poa ruprechtii
Poa ruprechtii är en gräsart som beskrevs av Johann Joseph Peyritsch. Poa ruprechtii ingår i släktet gröen, och familjen gräs. Inga underarter finns listade i Catalogue of Life.